# 张东岳被杀案
张东岳（1994年3月30日-2003年10月20日），是一名加拿大安大略省多伦多的9岁儿童，于2003年10月20日失踪。2004年3月27日，她的尸体在信用河找到。在加拿大持有签证的中国公民陈敏被捕。2006年5月9日，陈敏承认犯有二级谋杀罪，被处以终身监禁。

## 背景
张东岳被绑架和谋杀时只有九岁。她的父母是雷蒙德·张和雪莉·徐。她上四年级，就读于塞内卡山公立学校天才班。她的父母说他们没有在无监管的情况下让张东岳在房子前的草坪上玩耍。
陈敏（1983年1月30日-），是来自中国上海，自2001年以来持签证居住在加拿大。他的父亲是一名航空公司的高管，他的母亲是上海的一名警官，他们在陈敏进行绑架时给了他钱。

## 绑架
根据安大略省布兰普顿法院宣读一份已达成一致的事实陈述中，陈敏的大学学业不及格，由于害怕被驱逐回中国。由于学生签证即将过期，他急需25000美元来进行一场策略婚姻，以此成为加拿大永久居民。陈敏从厨房的窗户进入张东岳的家，并在凌晨3点到4点之间将她从家里带走，从侧门离开。当张东岳试图尖叫时，陈敏用毛巾遮住她的脸，并用手捂住她的嘴。当陈敏把张东岳放进他的汽车后备箱时，张东岳停止挣扎。后来陈敏查看张东岳时，张东岳已停止呼吸。
张东岳嚴重腐烂的尸体于2004年3月27日星期六在埃格林顿大道信用河附近的密西索加林区被找到。调查人员无法确定死亡原因，也无法确定她生前是否遭到性侵。

## 抓获
皮尔地区警方于2004年9月1日收到一份非法捕鱼的投诉，地方位于在尸体被发现的地方附近，而陈敏停留在街道检查站。在张东岳家的窗帘上发现他的指纹。
陈敏被逮捕并指控其犯有一级谋杀罪。陈的代理律师是刑事律师约翰·罗森，约翰·罗森之前曾为杀人犯和连环强奸犯伯纳多辩护。
在审判期间，主持该案的法官布鲁斯·杜尔诺质疑陈敏对该案的解释，他说这不是一次“拙劣绑架过程中的意外杀人”，并判陈敏谋杀罪名成立，处以终身监禁。